# Obool

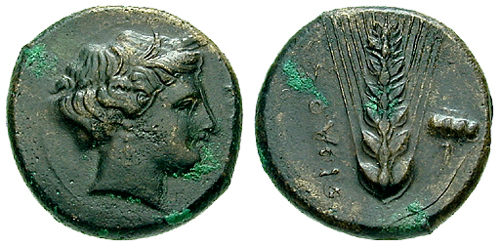
Een obool.

Een obool is een gewicht, later een munt die in het oude Griekenland werd gebruikt. De waarde van een obool bedraagt 0,67 gram zilver. Een drachme werd onderverdeeld in 6 obolen. Bij de oude Grieken kregen de overledenen een obool onder de tong gelegd om Charon de prijs voor de overvaart naar Hades te kunnen betalen.
Prijzen in obolen:
- Een liter olijfolie: 2 obolen
- Een kleine amfoor: 2 obolen
- Presentiegeld bij een volksvergadering: 3 obolen

In het Romeinse Rijk was de obool een bronzen of koperen munt. In de middeleeuwen werd de obool gewaardeerd op een halve denarie en bevatte hij weer meer of minder zilver. In Vlaanderen en Frankrijk stond de obool bekend als maille, in de noordelijke Nederlanden als dubbele mijt, terwijl hij zich in Engeland ontwikkelde tot de halfpenny. Terwijl de obool in West-Europa langzamerhand verdween door inflatie tijdens de hoge middeleeuwen, heeft hij zich in Oost-Europa nog lang kunnen handhaven. De laatste obolen zijn geslagen in Hongarije in 1705.

## Trivia
- De munteenheid van de Verenigde Staten van de Ionische Eilanden heette obool.